# Hypena vulgatalis
Hypena vulgatalis är en fjärilsart som beskrevs av Walker 1859. Hypena vulgatalis ingår i släktet Hypena och familjen nattflyn. Inga underarter finns listade i Catalogue of Life.